# Гілічень
Гілічень (рум. Ghiliceni) — село у Теленештському районі Молдови. Адміністративний центр однойменної комуни, до складу якої також входять села Кучоая та Кучоая-Ноуе.

## Населення
За даними перепису населення 2004 року у селі проживали 1766 осіб.
Національний склад населення села:
| Національність       | Кількість осіб | Відсоток     |
| -------------------- | -------------- | ------------ |
| молдавани румуни     | 1743 11        | 98,7 % 0,6 % |
| українці             | 6              | 0,3 %        |
| росіяни              | 3              | 0,2 %        |
| гагаузи              | 1              | 0,1 %        |
| інша / без відповіді | 2              | 0,1 %        |
| Всього               | 1766           | 100 %        |

## Відомі персоналії
В селі народився Ісаакій (Андроник) — Єпископ Ворзельський — вікарний єпископ Київської митрополії УПЦ московського патріархату, Намісник Свято-Покровського монастиря «Голосіївська пустинь».